# Franske negle
Fransk negle er et begreb inden for manicure. De opbygges med tre lag neglelak: En gennemsigtig, en hvid og en lyserød.
Man starter med at presse neglebåndene godt ned. Så sætter man evt. et stykke tilklippet klisterbånd over neglen, sådan at der i første omgang kun kommer neglelak på den yderste, hvide del af neglen. Dernæst tager man båndet af og lader lakken tørre lidt. Så kommer man rosa/hudfarvet lak over hele neglen, og til sidst afslutter man med en klar lak for at fuldende resultatet, og gøre det mere holdbart. 
Det giver nogle negle, som ser meget velplejede ud. Det hvide stykke yderst på neglen er ikke gulligt, og hvis man behersker kunsten perfekt, ser det ud som om man kun har forsynet neglene med klar lak.